# Centroclisis dyscola
Centroclisis dyscola is een insect uit de familie van de mierenleeuwen (Myrmeleontidae), die tot de orde netvleugeligen (Neuroptera) behoort. 
Centroclisis dyscola is voor het eerst wetenschappelijk beschreven door Navás in 1933.